# Тироепиглотични мишић
Тироепиглотични мишић (лат. musculus thyroepiglotticus) је мали парни мишић гркљана, који представља део тироаритеноидног мишића али га поједини аутори описују засебно. Наиме, спољашња влакна тироаритеноидног мишића која се припајају на епиглотичној гркљанској хрскавици сачињавају овај мишић.
Попут већег дела остале гркљанске мускулатуре, инервисан је од живца лутаоца, односно његових моторних влакана која у мишић доспевају преко доњег гркљанског нерва. Својом активношћу он проширује улазни отвор гркљана и делује као његов мишићни отварач.